# Revizijska sled
Revizijska sled je dnevnik z zapisi o operacijah nad poslovnimi podatki.

## Razlaga pojma
Revizijska sled je nespremenljiva sled oziroma niz podatkov, ki se je zgodila v informacijskem sistemu, z natančnim časovnim zapisom v obliki dnevniškega zapisa, ki omogoča natančni pregled vseh zapisov povezanih z vsemi poslovnimi dogodki in vsemi shranjenimi informacijami od nastanka podatka ali informacije dalje do trenutnega stanja. Omogoča ugotavljanje skladnosti in zakonitosti. Pomembno je, da beleži kdo, kdaj, do kakšnih podatkov je dostopal in kakšno operacijo je izvedel nad določenimi shranjenimi podatki. S tem je omogočen naknaden vpogled do vseh podatkov do katerih so dostopali uporabniki in vpogled v spremembe, ki so jih s svojimi aktivnostmi ustvarili. 
Revizijska sled mora biti nespremenjena, pregledna, sporočilna, dokumentirana in zaupna. Le tako lahko zagotovimo revizijsko sled v skladu s standardi informacijske varnosti. 
Standardi za informacijsko varnost in upravljanje z revizijskimi sledmi so zapisane v mednarodnih ISO standardih (ISO / IEC 27000 je sklop mednarodnih standardov na področju informacijske varnosti; ISO/IEC 27008 pa vsebuje priporočila za revizorje pri preverjanju informacijskih sistemov v organizacijah) in mednarodnih revizijskih standardih ISA 500.
Zanesljiva revizijska sled mora ustrezati temeljnim revizijskim načelom. Temeljna revizijska načela so:
- Strokovnost,
- Neodvisnost,
- Načrtovanje,
- Nadzor,
- Zadostnost in
- Zadovoljivost.

Revizijska sled je eno od načel digitalne forenzike. Načela digitalne forenzike so:
- Revizijska sled
- Integriteta
- Znanje preiskovalce
- Skrbniška veriga
- Zakonodaja

Spada med področje digitalnih dokazov. Lahko je dokaz o aktivnostih uporabnika v informacijskem sistemu, ko je le ta osumljenec storitve kaznivega dejanja. Digitalne dokazi so omenjeni v Zakonu o elektronskem poslovanju in elektronskih podpisih, kot dokazi ki se jih ne sme zavreči zato ker so v digitalni obliki.

## Odkrivanje in uporabnost revizijskih sledi
Revizijsko sled pridobimo z digitalno forenziko ali revizijo informacijskega sistema. Področje digitalne forenzike v ožjem smislu obsega iskanje digitalnih dokazov in podatkov ter predstavitev teh dokazov na sodišču. Revizija informacijskih sistemov je proces ugotavljanja in ocenjevanja zakonitosti, varnosti in kakovosti v organizaciji. Revizijska sled je pomembna pri preiskavi gospodarske kriminalitete in zlorabe osebnih podatkov, uporablja pa se tudi pri drugih vrstah kriminalitete, kjer je storilec za izvedbo kaznivega dejanja uporabil informacijsko tehnologijo. V Informacijsko komunikacijski tehnologiji je revizijska sled pomembna predvsem zaradi dostopa do podatkov v organizacijah. V javnih zavodih (upravne enote, bolnišnice) je revizijska sled pomembna zaradi varovanja osebnih podatkov. Zabeleži se vsak dostop  in obseg dostopa uporabnika do določenega osebnega podatka. 

## Zagotavljanje revizijskih sledi
Za odkrivanje revizijske sledi mora preiskovalec pregledovati dnevnike operacijskih sistemov, podatkovnih baz ali zbirk, transakcij (uporabniških aktivnosti), sistemske dnevnike SAP, upravljanja sprememb, sprememb konfiguracijskih tabel in dnevnike sprememb profilov in avtorizacij. 
Revizijska sled se v informacijskem sistemu beleži sama, neodvisno od uporabnikov. Po zakonu o varovanju osebnih podatkov je potrebno zagotoviti zanesljivo revizijske sled ne glede na to kakšni podatki se bodo shranjevali ali obdelovali v sistemu. Pri zagotavljanju revizijske sledi je potrebno posebno pozornost nameniti dvema pomembnima vprašanjema – nadzoru nadzornikov ter avtentičnosti in celovitosti revizijske sledi.
Za zagotavljanje integritete digitalnih dokazov v se v sodobni digitalni forenziki uporabljajo metode računanja kontrolnih vsot (angl. hash). Pri računanju kontrolnih vsot se ustvarijo podatkovni oz. številski nizi fiksne dolžine, kar zagotavlja da preiskovalci datoteke, podatka ali diska v procesu preiskave niso spreminjali.